# اوژی (یون)
اوژی (به فرانسوی: Augy) یک کمون در فرانسه است که در یون (فرانسه) واقع شده‌است. اوژی ۵٫۰۵ کیلومتر مربع مساحت دارد.